# British and Irish Cup 2014-15
La British and Irish Cup 2014-15 fue la sexta edición del torneo de rugby para equipos de Gales, Inglaterra e Irlanda.

## Sistema de disputa
Cada equipo disputó seis partidos frente a sus rivales de grupo, tres en condición de local y tres de visita, posteriormente los cinco equipos ganadores de grupo más los tres mejores segundos clasificaron a los cuartos de final.

## Desarrollo
|  | Cuartos de final. |

### Grupo 1
| Pos. | Equipo          | Encuentros | Encuentros | Encuentros | Encuentros | Tantos | Tantos | Tantos | PB | PB | Puntos |
| Pos. | Equipo          | PJ         | PG         | PE         | PP         | F      | C      | Dif    | BO | BD | Puntos |
| ---- | --------------- | ---------- | ---------- | ---------- | ---------- | ------ | ------ | ------ | -- | -- | ------ |
| 1.º  | Bristol Bears   | 6          | 6          | 0          | 0          | 181    | 119    | 62     | 3  | 0  | 27     |
| 2.º  | Pontypridd RFC  | 6          | 4          | 0          | 2          | 158    | 115    | 43     | 2  | 1  | 19     |
| 3.º  | London Scottish | 6          | 1          | 0          | 5          | 110    | 129    | –19    | 0  | 3  | 7      |
| 4.º  | Connacht Eagles | 6          | 1          | 0          | 5          | 111    | 197    | –86    | 1  | 0  | 5      |

### Grupo 2
| Pos. | Equipo             | Encuentros | Encuentros | Encuentros | Encuentros | Tantos | Tantos | Tantos | PB | PB | Puntos |
| Pos. | Equipo             | PJ         | PG         | PE         | PP         | F      | C      | Dif    | BO | BD | Puntos |
| ---- | ------------------ | ---------- | ---------- | ---------- | ---------- | ------ | ------ | ------ | -- | -- | ------ |
| 1.º  | Rotherham Titans   | 6          | 5          | 0          | 1          | 204    | 104    | 100    | 4  | 1  | 25     |
| 2.º  | Yorkshire Carnegie | 6          | 5          | 0          | 1          | 208    | 110    | 98     | 4  | 0  | 24     |
| 3.º  | Ulster Ravens      | 6          | 1          | 0          | 5          | 121    | 162    | –41    | 1  | 3  | 8      |
| 4.º  | Aberavon RFC       | 6          | 1          | 0          | 5          | 89     | 246    | –157   | 1  | 0  | 5      |

### Grupo 3
| Pos. | Equipo             | Encuentros | Encuentros | Encuentros | Encuentros | Tantos | Tantos | Tantos | PB | PB | Puntos |
| Pos. | Equipo             | PJ         | PG         | PE         | PP         | F      | C      | Dif    | BO | BD | Puntos |
| ---- | ------------------ | ---------- | ---------- | ---------- | ---------- | ------ | ------ | ------ | -- | -- | ------ |
| 1.º  | Worcester Warriors | 6          | 6          | 0          | 0          | 189    | 94     | 95     | 3  | 0  | 27     |
| 2.º  | Munster A          | 6          | 4          | 0          | 2          | 149    | 112    | 37     | 1  | 2  | 19     |
| 3.º  | Moseley RFC        | 6          | 2          | 0          | 4          | 95     | 172    | –77    | 1  | 1  | 10     |
| 4.º  | Nottingham RFC     | 6          | 0          | 0          | 6          | 109    | 164    | –55    | 1  | 3  | 4      |

### Grupo 4
| Pos. | Equipo            | Encuentros | Encuentros | Encuentros | Encuentros | Tantos | Tantos | Tantos | PB | PB | Puntos |
| Pos. | Equipo            | PJ         | PG         | PE         | PP         | F      | C      | Dif    | BO | BD | Puntos |
| ---- | ----------------- | ---------- | ---------- | ---------- | ---------- | ------ | ------ | ------ | -- | -- | ------ |
| 1.º  | Doncaster Knights | 6          | 6          | 0          | 0          | 204    | 122    | 82     | 5  | 0  | 29     |
| 2.º  | Bedford Blues     | 6          | 3          | 0          | 3          | 180    | 154    | 26     | 3  | 2  | 17     |
| 3.º  | Cornish Pirates   | 6          | 2          | 0          | 4          | 187    | 189    | –2     | 4  | 4  | 16     |
| 4.º  | Cross Keys RFC    | 6          | 1          | 0          | 5          | 119    | 225    | –106   | 2  | 1  | 7      |

### Grupo 5
| Pos. | Equipo               | Encuentros | Encuentros | Encuentros | Encuentros | Tantos | Tantos | Tantos | PB | PB | Puntos |
| Pos. | Equipo               | PJ         | PG         | PE         | PP         | F      | C      | Dif    | BO | BD | Puntos |
| ---- | -------------------- | ---------- | ---------- | ---------- | ---------- | ------ | ------ | ------ | -- | -- | ------ |
| 1.º  | Leinster A           | 6          | 5          | 0          | 1          | 229    | 115    | 114    | 3  | 1  | 24     |
| 2.º  | Carmarthen Quins RFC | 6          | 4          | 0          | 2          | 126    | 169    | –43    | 1  | 0  | 17     |
| 3.º  | Jersey Reds          | 6          | 2          | 0          | 4          | 109    | 128    | –19    | 1  | 1  | 10     |
| 4.º  | Plymouth Albion      | 6          | 1          | 0          | 5          | 121    | 173    | –52    | 2  | 3  | 9      |

### Cuartos de final
| 23 de enero de 2015 | Bristol Bears | 41 - 28 | Yorkshire Carnegie |  |  |

| 24 de enero de 2015 | Doncaster Knights | 38 - 17 | Munster A |  |  |

| 24 de enero de 2015 | Rotherham Titans | 32 - 51 | Leinster A |  |  |

| 24 de enero de 2015 | Worcester Warriors | 24 - 10 | Pontypridd RFC |  |  |

### Semifinales
| 13 de marzo de 2015 | Worcester Warriors | 15 - 13 | Leinster A |  |  |

| 14 de marzo de 2015 | Doncaster Knights | 27 - 22 | Bristol Bears |  |  |

### Final
| 3 de abril de 2015 | Doncaster Knights | 5 - 35 | Worcester Warriors |  |  |

| Bandera de Inglaterra      |
| Campeón Worcester Warriors |
| Primer título              |